# 馬德湖 (愛達荷州)
馬德湖（英語：Mud Lake）是一個位於美國愛達荷州傑佛遜縣的城市。

## 地理
馬德湖的座標為43°50′27″N 112°28′55″W / 43.84083°N 112.48194°W，而該地的平均海拔高度為1460米（即4790英尺）。

## 人口
根據2010年美國人口普查的數據，馬德湖的面積為2.66平方千米，當中陸地面積為2.66平方千米，而水域面積為0.00平方千米。當地共有人口358人，而人口密度為每平方千米134.59人。